# Wobbeindex
Der Wobbeindex, auch Wobbewert, Wobbekennzahl, Wobbezahl (nach dem Gasingenieur und Erfinder Goffredo Wobbe, der ihn 1926 entwickelte), dient zur Charakterisierung der Qualität von Brenngasen (z. B. Erdgas, Stadtgas).
Die Messung erfolgt durch kontrollierte Verbrennung des Testgases. Dabei beheizt eine Testflamme einen Glühstrumpf, dessen Temperatur gemessen wird. Das Glühstrumpfmaterial darf nicht oxidieren. Eine Kalibrierung erfolgt mit Eichgasen.

## Definition

### Oberer Wobbeindex
{\displaystyle W_{s}={\frac {H_{s}}{\sqrt {\frac {\varrho }{\varrho _{0}}}}}}  ("s" von superior, früher Wo)
mit
- Brennwert {\displaystyle H_{s}}
- relative Dichte {\displaystyle {\frac {\varrho }{\varrho _{0}}}}
  - Dichte {\displaystyle \varrho } des Brenngases
  - Dichte {\displaystyle \varrho _{0}} trockener Luft unter gleichen Druck- und Temperaturbedingungen.

### Unterer Wobbeindex
{\displaystyle W_{i}={\frac {H_{i}}{\sqrt {\frac {\varrho }{\varrho _{0}}}}}} ("i" von inferior, früher Wu)
mit
- Heizwert {\displaystyle H_{i}}.

Die Einheit des Wobbeindex ist J/m³ oder kWh/m³, wie die Einheit des Heiz- bzw. Brennwertes.

## Wobbeindex verschiedener Brenngase
|                        | Unterer Wobbeindex Wi | Oberer Wobbeindex Ws |
| ---------------------- | --------------------- | -------------------- |
| Propan, C3H8           | 74,74 MJ/m³           | 81,18 MJ/m³          |
| Methan, CH4            | 48,17 MJ/m³           | 53,45 MJ/m³          |
| Russisches Erdgas      | 47,97 MJ/m³           | 53,21 MJ/m³          |
| Verbund Erdgas Nord    | 46,54 MJ/m³           | 51,55 MJ/m³          |
| Biomethan (96 % CH4)   |                       | 51,03 MJ/m³          |
| Wasserstoff, H2        | 40,90 MJ/m³           | 48,34 MJ/m³          |
| Biogas (65 Vol.-% CH4) |                       | 28,44 MJ/m³          |

## Anwendung
Der Wobbeindex wird benötigt, um die Austauschbarkeit von Brenngasen zu beurteilen.
Wenn z. B. Erdgas durch Propan ersetzt werden soll, reicht es nicht aus, eine Mischung mit gleichem Heiz- bzw. Brennwert zu erzeugen. Da dieses Gemisch eine höhere Dichte als das ursprüngliche Erdgas hätte, würde sich durch die Düsen des Brenners ein größerer Massenstrom (aber ein kleinerer Volumenstrom, bei gleichem Düsendurchmesser) einstellen und sich dadurch ein höherer Energieumsatz ergeben.
Erst durch das Miteinbeziehen der Dichte in den Wobbeindex ergibt sich bei gleichem Düsendruck genau der Volumenstrom, der nötig ist, um die gleiche Energiemenge durchzusetzen und damit die gleiche Wärmebelastung im Brenner (z. B. einer Heizungsanlage) zu erreichen. Können Massen- oder Volumenstrom nicht geeignet geregelt werden, muss die Brennerdüse gegen eine größere oder kleinere ausgetauscht werden.
Wo für die Unterfeuerung einer Koksofenbatterie auch Gichtgas (Hochofengas) zur Verfügung steht, erfolgt eine Mischung von Gicht- und Koksofengas nach dem Wobbeindex.

## Einheiten
- 1 kWh/Nm³ = 3,6 MJ/Nm³ = 3,6·106 J/Nm³ (1 Nm³ = 1 m³ bei Normbedingungen: 1.013,25 mbar, 0 °C)
- 1 Btu/scf = 0,03525 MJ/Nm³ (1 Btu = 1,05506 kJ : British thermal unit; 1 scf = 0,02679 Nm³: Standard cubic foot = 1 cft at standard conditions: 1.013,25 mbar, 15,56 °C = 60 °F)